# Medal za Długoletnią Służbę w Marynarce Wojennej i Dobre Zachowanie
Medal za Długoletnią Służbę w Marynarce Wojennej i Dobre Zachowanie (ang. Navy Long Service and Good Conduct Medal) – brytyjskie odznaczenie, ustanowione dla marynarki wojennej w 1831 i gruntownie zreformowane w 1848. Medal był przeznaczony do nagradzania podoficerów, marynarzy i żołnierzy piechoty morskiej.
Rezerwa Królewskiej Marynarki Wojennej (Royal Naval Reserve – RNR) i Ochotnicza Rezerwa Królewskiej Marynarki Wojennej (Royal Naval Volunteer Reserve – RNVR) otrzymały swoją wersję medalu z odmiennym rewersem i na zielonej wstążce w 1908. Pierwszej zmieniano kolory wstążki w 1941 (dodano białe krawędzie i środkowy pasek) i 1957 (krawędzie granatowe i białe paski wzdłuż zielonego paska środkowego, wszystkie tej samej szerokości), aż do wycofania medalu w 1999. Drugiej kolory wstążki zmieniono w 1919 (szeroki zielony pasek środkowy otoczony dwoma wąskimi czerwonymi, krawędzie granatowe) i przyznawano do wycofania medalu w 1966.
| Wersje dla Królewskiej Marynarki Wojennej (wg panowania kolejnych władców widocznych na awersie) |  |  |
|                                                                                                  |  |  |
|                                                                                                  |  |  |

| Wersje dla Ochot. Rezerwy Królewskiej Marynarki Wojennej (wg panowania kolejnych władców widocznych na awersie) |  |  |
| |  |  |
| |  |  |